# Masa minimalna
Masa minimalna – dolna granica rzeczywistej masy obserwowanego obiektu astronomicznego (planety, gwiazdy, układu podwójnego, czarnej dziury itp.).
Masa minimalna jest często podawana jako parametr egzoplanet, odkrytych za pomocą metody badania zmian prędkości radialnej. Polega ona na detekcji zmian prędkości radialnej gwiazdy wywołanych przez planetę, co można wykryć obserwując przesunięcie linii spektralnych w widmie gwiazdy, spowodowane efektem Dopplera.
Jeżeli inklinacja {\displaystyle i} planety jest znana, to jej rzeczywistą masę można obliczyć z masy minimalnej na podstawie związku:
{\displaystyle M_{\text{rzecz}}={\frac {M_{\min }}{\sin i}}.}
Dla ciał krążących w pozasłonecznych systemach gwiezdnych i planetarnych, inklinacja 0° lub 180° oznacza orbitę zwróconą na wprost, czyli obserwowaną od strony bieguna (ang. face-on; nie można zaobserwować zmian prędkości radialnej gwiazdy). Inklinacja 90° oznacza orbitę zwróconą skrajem (ang. edge-on, dla której masa rzeczywista równa jest minimalnej), czyli obserwator znajduje się w płaszczyźnie tej orbity.